# Новиков Іван Захарович
Іван Захарович Новиков (рос. Иван Захарович Новиков; нар. 7 лютого 1925 — пом. 7 січня 1950, Свердловськ, СРСР) — радянський тенісист та хокеїст (крайній нападник).

## Біографія
В тенісних змаганнях брав участь з десяти років. Чемпіон ВЦРПС в парному розряді 1944, 1945 (партнер Зденек Зікмунд). Чемпіон Москви в парному розряді 1949 (партнер Михайло Корчагін). Абсолютний чемпіон Збройних сил СРСР (1949). Сьоме місце в класифікації найсильніших тенісистів СРСР 1949 року.
Один з найкращих радянських хокеїстів повоєнного часу. Двічі обирався до шістки найкращих гравців сезону (1947, 1949).
У першому чемпіонаті СРСР його команда, московський «Спартак», набрала однакову кількість очок з ЦБЧА та «Динамо», але гіршою різницею закинутих та пропущених шайб посіла третє місце. Наступного сезону «Спартак» — віце-чемпіон країни, а Іван Новиков встановлює особистий рекорд результативності та входить до трійки найвлучніших гравців ліги (разом з Всеволодом Бобровим та Василем Трофімовим). Новоутворена ланка Іван Новиков — Зденек Зікмунд — Юрій Тарасов за 18 турів чемпіонату вражає ворота суперників 70 разів.
Гравець основи збірної Москви, яка взимку 1948 року проводила серію матчів з найсильнішою європейською клубною командою того часу, празьким ЛТЦ. Брав участь у всіх трьох матчах.
1948 року, разом з партнерами, переходить до ВПС (Москва). Клуб займає другу сходинку в чемпіонаті. Новиков знову серед найкращих снайперів ліги (23 голи), більший доробок лише у Олексія Гуришева (29) та Всеволода Боброва (27).
Загинув 7 січня 1950, під час невдалої посадки літака на аеродром поблизу Свердловська. Всього у цій авіакатастрофі загинуло шість членів екіпажу, лікар, масажист та 11 гравців команди ВПС.

## Хокейні досягнення
| Нагороди       | Команда            | Кіл. | Рік  |
| -------------- | ------------------ | ---- | ---- |
| Чемпіонат СРСР |                    |      |      |
| Срібло         | «Спартак» (Москва) | 1    | 1948 |
| Срібло         | ВПС (Москва)       | 1    | 1949 |
| Бронза         | «Спартак» (Москва) | 1    | 1947 |

## Статистика
| № | Дата           | Місце проведення | Суперник    | Рахунок | Голи |
| - | -------------- | ---------------- | ----------- | ------- | ---- |
| 1 | 26 лютого 1948 | Москва           | ЛТЦ (Прага) | 6 : 3   | 0    |
| 2 | 28 лютого 1948 | Москва           | ЛТЦ (Прага) | 3 : 5   | 1    |
| 3 | 2 березня 1948 | Москва           | ЛТЦ (Прага) | 2 : 2   | 0    |

| Сезон                     | Команда                   | Ігри | Голи |
| ------------------------- | ------------------------- | ---- | ---- |
| 1946/47                   | «Спартак» (Москва)        | ?    | 9    |
| 1947/48                   | «Спартак» (Москва)        | ?    | 32   |
| 1948/49                   | ВПС (Москва)              | ?    | 23   |
| 1949/50                   | ВПС (Москва)              | ?    | 9    |
| Всього в чемпіонатах СРСР | Всього в чемпіонатах СРСР | 50   | 73   |